# .45 Auto Rim
El .45 Auto Rim o 11,43 x 23 R es un cartucho con pestaña específicamente diseñado para dispararse desde revólveres que originalmente empleaban el cartucho .45 ACP.

## Historia y desarrollo
La Peters Cartridge Company desarrolló este cartucho en 1920 para emplearlo en el revólver M1917, que estaba disponible en grandes cantidades como armamento sobrante después de la Primera Guerra Mundial.
Anteriormente, el M1917 había sido empleado con peines semicirculares que sostenían tres cartuchos .45 ACP sin pestaña. Si los peines semicirculares o circulares no son empleados con un cartucho sin pestaña en un revólver, deben ser eyectados manualmente con una baqueta o una herramienta improvisada, como un lápiz. En los revólveres cuyos tambores no fueron diseñados para que el cartucho .45 ACP se inserte adecuadamente, como los primeros Colt M1917 de serie, los cartuchos podían deslizarse hacia adelante y el percutor no podía golpear su cápsula fulminante. La adición de la pestaña resolvió ambos problemas.

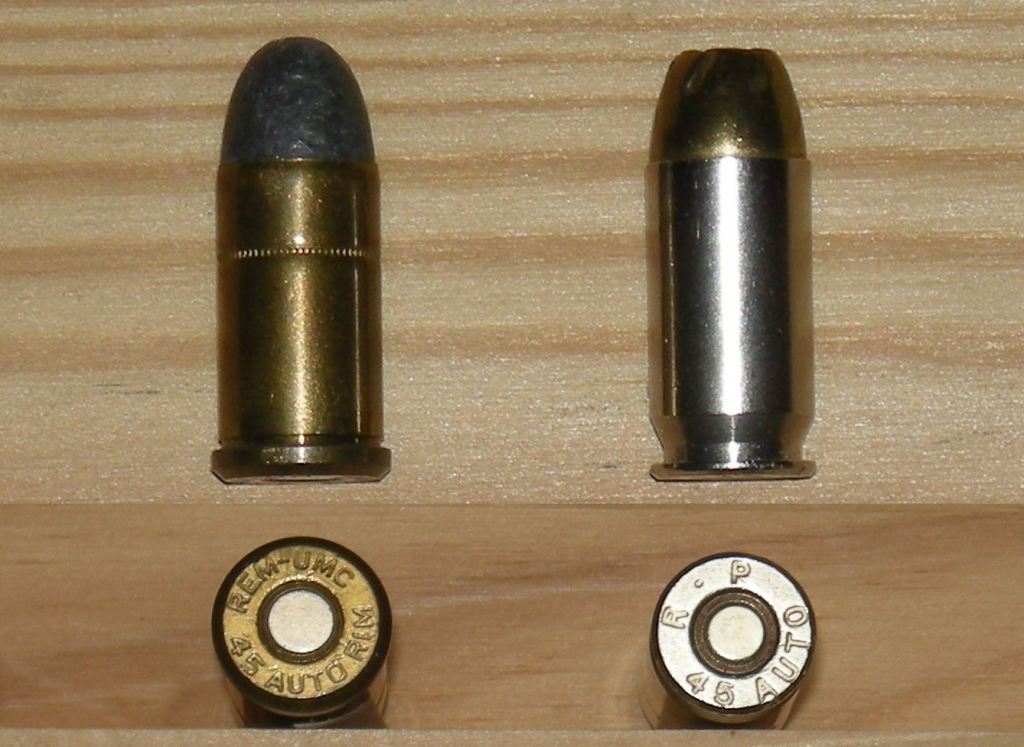
Comparación entre los cartuchos .45 Auto Rim (izquierda) y .45 ACP (derecha).

El .45 Auto Rim tenía cargas propulsoras similares a las cargas propulsoras militares estándar del .45 ACP, pero montaba balas de plomo macizo en lugar de las balas encamisadas empleadas por el .45 ACP. Esto era para reducir el desgaste del ánima ligeramente estriada de los revólveres que lo dispararían. El casquillo del .45 Auto Rim es más fuerte que el casquillo del .45 ACP y tiene una capacidad ligeramente mayor, permitiendo incrementar su desempeño. Puede tener un desempeño balístico similar al de los antiguos cartuchos de revólver con cargas propulsoras estándar de mayor tamaño, como el .45 Colt.
El cartucho todavía es producido por la Cor-Bon/Glaser en sus líneas de cartuchos DPX y Performance Match, así como también por la Georgia Arms.